# Nolina georgiana
Nolina georgiana là một loài thực vật có hoa trong họ Măng tây. Loài này được Michx. mô tả khoa học đầu tiên năm 1803.

## Hình ảnh

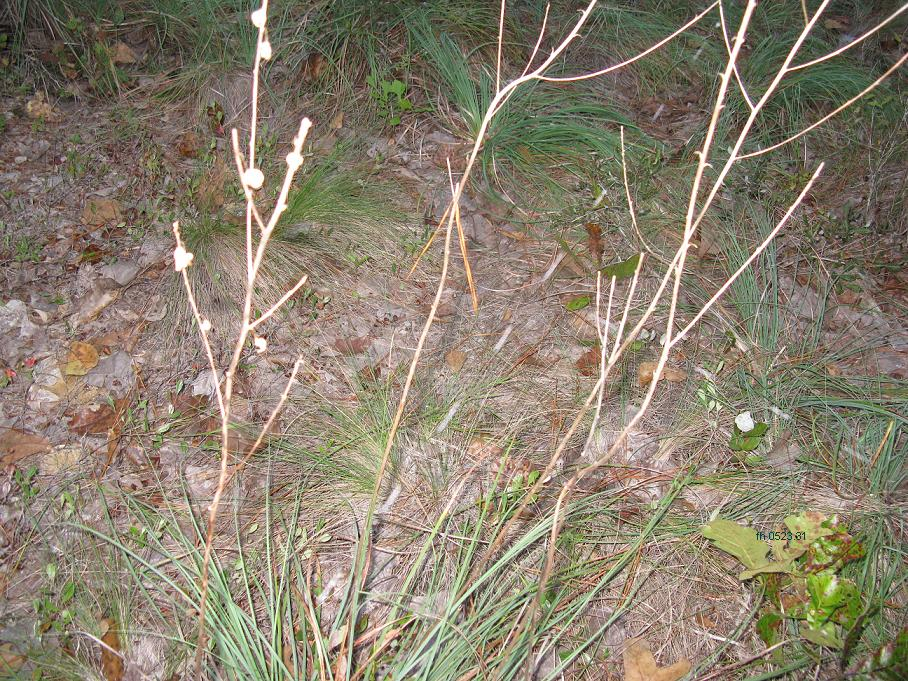
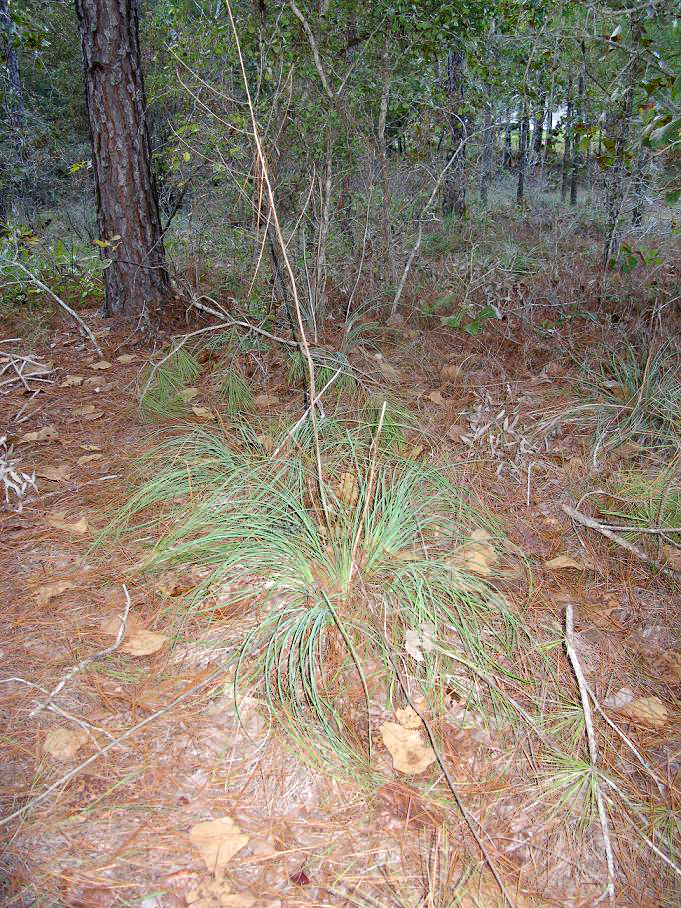